# 雷亚内特
雷亚内特（法語：Reilhanette，法語發音：[ʁɛjanɛt]）是法国德龙省的一个市镇，属于尼永斯区。

## 地理
雷亚内特（44°10'8"N, 5°25'12"E）面积14.78 平方千米，位于法国奥弗涅-罗讷-阿尔卑斯大区德龙省，该省份为法国东南部内陆省份，北起顺时针与伊泽尔省、上阿尔卑斯省、上普罗旺斯阿尔卑斯省、沃克吕兹省和阿尔代什省接壤。
与雷亚内特接壤的市镇（或旧市镇、城区）包括：蒙布兰莱班、欧雷勒、布朗特、萨瓦扬。

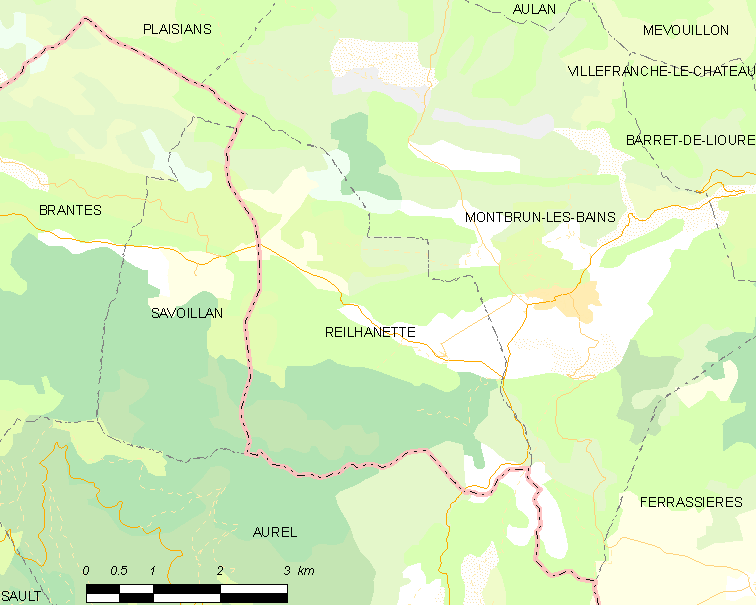
雷亚内特的OSM定位图

雷亚内特的时区为UTC+01:00、UTC+02:00（夏令时）。

## 行政
雷亚内特的邮政编码为26570，INSEE市镇编码为26263。

## 政治
雷亚内特所属的省级选区为尼永斯-巴罗尼县。

## 人口

1962-2008年间雷亚内特人口变化图示

雷亚内特于2022年1月1日时的人口数量为120人。